# Sam Gradwell
Sam Gradwell (* 1. Juni 1991 in Blackpool, England) ist ein englischer Wrestler. Er steht derzeit bei der WWE unter Vertrag und tritt regelmäßig in deren Show NXT UK auf.

## Wrestling-Karriere

### Grand Pro Wrestling (seit 2009)
Gradwell gab 2009 sein professionelles Debüt für Grand Pro Wrestling als Ricky J. McKenzie. Er begann 2007 mit dem Training für professionelles Wrestling und wurde dabei von Johnny Brannigan trainiert. Sein erstes Match rang McKenzie bei GPW Carpe Diem und verlor gegen William Gaylord. Im folgenden Jahr rang McKenzie um die GPW Heavyweight Championship und verlor am 19. März bei GPW Out For Justice gegen The Juggernaut. McKenzie gewann seinen ersten Titel, als er und sein Tag-Team-Partner Chris Echo am 6. Mai 2011 die GPW Tag Team Championships gewannen. In seiner Zeit bei GPW gewann er den GPW British Championship und GPW Heavyweight Championship. Bis heute ist er noch bei Grand Pro Wrestling.

### World Wrestling Entertainment (seit 2016)
Am 15. Dezember 2016 wurde bekannt gegeben, dass Gradwell einer der 16 Teilnehmer sein werde, die an einem zweitägigen Turnier teilnehmen, um den ersten WWE United Kingdom Champion zu krönen. Er rückte bis zum Viertelfinale vor, wo er dann von Pete Dunne besiegt wurde.
Gradwell kehrte vier Monate später in die TV-Shows zurück und verlor erneut gegen Pete Dunne. In der folgenden Nacht besiegte er James Drake in einem Dark Match. Am 11. Mai besiegte er, zusammen mit Trent Seven und Tyler Bate, James Drake, Joseph Conners und Pete Dunne. Sechs Monate später, während der Aufzeichnung des WWE Main Events am 8. November, bestritt er zusammen mit Joseph Conners & Tyson T-Bone in einem Dark-Tag-Match gegen Mark Andrews, Trent Seven & Tyler Bate.
Am 11. Mai 2018 kehrte Gradwell zu einer Houseshow zurück und verlor gegen Jordan Devlin. Eine Woche später, am 16. Mai, trat er auf einer Houseshow auf, wo er sich mit Dan Moloney & James Drake in einem Tag Match gegen Mark Andrews, Tyler Bate & Wolfgang zusammentat. Er gab sein Debüt während der NXT UK Tapings am 28. Juli 2018 und verlor gegen Danny Burch. Am 29. Juli kämpfte er mit Saxon Huxley gegen Moustache Mountain Trent Seven & Tyler Bate.

## Titel und Auszeichnungen
- Grand Pro Wrestling
  - GPW British Championship (1×)
  - GPW Heavyweight Championship (1×)
  - GPW Tag Team Championship (1×) mit Chris Echo
  - SLAM! Wrestling Finland Championship[3]